# Sterpigny
Sterpigny est un village belge de la commune de Gouvy située en Région wallonne dans la province de Luxembourg.
Il faisait partie, avant la fusion des communes de 1977, de celle de Cherain.

## Étymologie
Le nom du village viendrait du latin sterps, sterper signifiant aigu, éminence, habitation sur la hauteur.

## Situation
Ce village ardennais s'étire le long de la route nationale 827 Houffalize-Gouvy à la sortie du village de Cherain.

## Description
Le village compte de nombreuses constructions de caractère bâties en pierre du pays et fréquemment peintes en blanc. Parmi celles-ci, l'imposant château-ferme de Sterpigny dont les façades et les toitures ainsi que le vieux Christ à route sont reprises sur la liste du patrimoine immobilier classé de Gouvy depuis 1988.

## Ferme de la Madelonne
Tous les ans, au mois d’août, a lieu le Jazz & Blues Festival de Gouvy, à la ferme de la Madelonne qui abrite dans ses murs une microbrasserie produisant une bière ambrée de fermentation haute appelée La Madelonne.